# Erythrura pealii
Erythrura pealii е вид птица от семейство Estrildidae. Видът е незастрашен от изчезване.

## Разпространение
Разпространен е във Фиджи.